# موتو هاگیو
موتو هاگیو (به ژاپنی: 萩尾 望都، زادهٔ ۱۲ مه ۱۹۴۹) مانگاکای ژاپنی است. وی به‌دلیل نقش برجسته‌ای که در شوجو مانگا (مانگایی که برای دختران جوان و نوجوان ساخته می‌شود) داشته است، شناخته می‌شود. هاگیو مهم‌ترین هنرمند در این سبک و یکی از تأثیرگذارترین مانگاکاهای تاریخ محسوب می‌شود و منتقدان او را «خدای شوجو مانگا» نامیده‌اند.
هاگیو در سال ۱۹۶۹ فعالیت خود را به‌عنوان مانگاکا در شرکت انتشاراتی کودانشا آغاز کرد و سپس در سال ۱۹۷۱ به شوگاکوکان پیوست، جایی که توانست آثار ساختارشکن و نامتعارف‌تر خود را منتشر کند که پیش‌تر توسط دیگر ناشران رد شده بود. اولین مجموعه‌های او در شوگاکوکان — فانتزی خون‌آشامی خاندان پو، درام شونن-آی قلب توماس و تریلر علمی-تخیلی آن‌ها یازده نفر بودند — از نخستین آثار شوجو مانگا بودند که به موفقیت گستردهٔ انتقادی و تجاری در جریان اصلی دست یافتند. پس از این، هاگیو به‌عنوان یکی از چهره‌های کلیدی گروه سال ۲۴ شناخته شد، گروهی متشکل از مانگاکاهای زن که در دههٔ ۱۹۷۰ تأثیری شگرف بر شوجو مانگا نهادند. آن‌ها با معرفی سبک‌های زیبایی‌شناختی جدید و گسترش این سبک برای پذیرش ژانرهای نو، تحولی اساسی در آن ایجاد نمودند. از دههٔ ۱۹۸۰، هاگیو بیشتر بر خلق مانگاهای ویژهٔ بزرگسالان تمرکز کرده است که در مجلهٔ پتی فلاور و نشریهٔ جانشین آن، فلاورز، منتشر شده‌اند. از جمله آثار برجستهٔ او در این دوره، می‌توان به مارجینال، خدایی بی‌رحم فرمان می‌راند و نانوهانا اشاره کرد.
اگرچه هاگیو عمدتاً در ژانرهای علمی-تخیلی، فانتزی و شونن-آی فعالیت می‌کند، مانگاهای او طیف گسترده‌ای از درون‌مایه‌ها و موضوعات را در بر می‌گیرد، از جمله کمدی، درام تاریخی و مسائل اجتماعی و زیست‌محیطی. او تاکنون جوایز متعددی را هم در ژاپن و هم در سطح بین‌المللی دریافت کرده است، از جمله نشان خورشید فروزان، مدال افتخار و عنوان شخصیت دارای شایستگی فرهنگی.

## زندگی‌نامه

### اوایل زندگی و حرفه
موتو هاگیو در ۱۲ می ۱۹۴۹ در اوموتا، فوکوئوکا زاده شد. او دومین فرزند از میان چهار فرزند خانواده بود. پدرش کارگر بارانداز و مادرش خانه‌دار بود. خانوادهٔ هاگیو به‌دلیل شغل پدرش، بارها میان اوموتا و سوئیتا در استان اوساکا نقل مکان کردند. هاگیو از سنین پایین در اوقات فراغت خود به طراحی می‌پرداخت و همراه با خواهر بزرگ‌ترش در کلاس‌های خصوصی هنر شرکت می‌کرد. در سال سوم دبستان، او شروع به خواندن مانگاهایی کرد که از کاشی-هون (فروشگاه‌های اجارهٔ کتاب) و کتابخانهٔ مدرسه‌اش تهیه می‌کرد. با این حال، والدینش او را از علاقه‌اش به تصویرگری و مانگا دلسرد می‌ساختند. هاگیو بیان کرد که آن‌ها مانگا را «چیزی برای کودکانی که هنوز مهارت خواندن ندارند» و «مانعی برای درس خواندن» می‌دانستند. این مسئله به یکی از عوامل اصلی بدل شد که رابطه‌اش با والدینش را در تمام عمر دچار تنش ساخت.
در دوران کودکی، هاگیو آثار هنرمندانی چون اوسامو تزوکا، شوتارو ایشینوموری، هیدکو میزونو و ماساکو واتانابه را مطالعه کرد و از آن‌ها تأثیر پذیرفت. افزون بر این، ادبیات داستانی نویسندگان ژاپنی همچون کنجی میازاوا و آثار نویسندگان علمی-تخیلی و فانتزی غربی مانند آیزاک آسیموف، آرتور سی. کلارک و رابرت آنسون هاین‌لاین نیز بر او اثر گذاشتند. هاگیو پس از خواندن مانگای شینْسِنگومی اثر تزوکا در سال ۱۹۶۵، به‌طور جدی به حرفه‌ای شدن در دنیای مانگا اندیشید، و در سال ۱۹۶۷ آغاز به ارسال دست‌نوشته‌های مانگای خود به ناشران گوناگون، از جمله کودانشا، شوئیشا و مجلهٔ مانگای کام که متعلق به خود تزوکا بود، کرد.
در سال آخر دبیرستان، هاگیو با مانگاکا، ماکیکو هیراتا آشنا شد. او نیز در اوموتا زندگی می‌کرد و هم‌زمان با تحصیل در دبیرستان، به‌دنبال حرفه‌ای شدن در کودانشا بود. هیراتا پس از فارغ‌التحصیلی، به توکیو نقل مکان کرد و پیشنهاد داد که هاگیو را به ویراستار خود معرفی کند؛ پیشنهادی که هاگیو پذیرفت. هاگیو در اوت ۱۹۶۹ با انتشار داستان کوتاه لولو تو میمی در مجلهٔ مانگای ناکایوشی متعلق به کودانشا، نخستین حضور حرفه‌ای خود را به‌عنوان مانگاکا تجربه کرد و در سپتامبر همان سال، داستان کوتاه سوتکی نا ماشو را منتشر ساخت. او در ناکایوشی تحت نظر ویراستاری جدید مشغول به کار شد، اما با محدودیت‌های ویرایشی این مجله دست و پنجه نرم می‌کرد: ناکایوشی عمدتاً مانگاهای ورزشی مخصوص کودکان منتشر می‌کرد، در حالی که هاگیو به نوشتن داستان‌های علمی-تخیلی و فانتزی با موضوعات و مضامین بالغانه و پخته‌تر علاقه داشت. چهار دست‌نوشتهٔ بعدی که برای ناکایوشی ارسال کرد، رد شدند و ویراستاران از او خواستند که داستان‌هایی «جالب‌تر و شادتر» بنویسد. هاگیو در سال ۱۹۷۰ دو مانگای تکباره (تک‌فصلی) با نام‌های گربهٔ باحال و باکوهاتسو گایشا در ناکایوشی منتشر کرد.

### شکوفایی و گروه سال ۲۴
هاگیو کمی پس از آغاز فعالیت حرفه‌ای‌اش، با نوریه ماسویاما، یکی از طرفدارانش که از طریق ناکایوشی با آثار او آشنا شده بود، مکاتبه‌ای دوستانه را آغاز کرد. ماسویاما نسخه‌ای از رمان دمیان اثر هرمان هسه را به هاگیو هدیه داد؛ نویسنده‌ای که آثارش تأثیری عمیق بر هاگیو گذاشت و به‌شکلی چشمگیر بر مانگاهای او اثر داشت. در همان زمان، ویراستار هاگیو او را به‌عنوان دستیار کیکو تاکمیا — مانگاکایی که آثارش در ناکایوشی، کام و مارگارت منتشر شده بود — منصوب کرد. این دو هنرمند به‌سرعت با یکدیگر دوست شدند و تاکمیا پیشنهاد داد که با هم در آپارتمانی در توکیو زندگی کنند؛ اما هاگیو که هنوز در خانهٔ والدینش در اوموتا زندگی می‌کرد و نسبت به آیندهٔ حرفه‌ای خود در دنیای مانگا مطمئن نبود، ابتدا این پیشنهاد را رد کرد. مدتی بعد تاکمیا، هاگیو را به جونیا یاماموتو، ویراستار شوگاکوکان و سردبیر مجلهٔ مانگای بساتسو شوجو کامیک معرفی کرد. یاماموتو با انتشار دست‌نوشته‌های هاگیو که پیش‌تر رد شده بودند، موافقت کرد و پس از آن، هاگیو پیشنهاد تاکمیا برای نقل مکان به توکیو را پذیرفت.
در سال ۱۹۷۱، هاگیو و تاکمیا به خانه‌ای اجاره‌ای در اوایزومیگاکوئنچو، نریما، توکیو نقل مکان کردند. این خانه در نزدیکی محل زندگی نوریه ماسویاما قرار داشت. این سه زن تصمیم گرفتند فضایی مشابه محافل ادبی قرن نوزدهم فرانسه ایجاد کنند و آن را «سالن اوئیزومی» نام نهادند. هدف سالن اوئیزومی، ارتقای کیفیت و جایگاه شوجو مانگا بود؛ سبکی که در آن زمان از سوی منتقدان به چشم داستان‌هایی سبک و کم‌ارزش برای کودکان خردسال دیده می‌شد. بسیاری از هنرمندان شوجو از این مکان بازدید کردند، از جمله شیو ساتو، یاسوکو ساکاتا، یوکیکو کای، آکیکو هاتسو، نانائه ساسایا، مینکو یامادا، آیکو ایتو، میچی تاراساوا و میساکو ناچی.
این گروه از هنرمندان بعدها به گروه سال ۲۴ شهرت یافتند. گروه سال ۲۴ تأثیری چشمگیر بر توسعهٔ شوجو مانگا داشت؛ از جمله با معرفی سبک‌های زیبایی‌شناختی نو و گسترش دامنهٔ این سبک از طریق درآمیختن آن با عناصر علمی-تخیلی، داستان تاریخی، داستان ماجراجویی و نیز عشق همجنس‌گرایانه: هم عشق میان مردان (شونن-آی و یائویی) و هم میان زنان (یوری). در همین دوره، هاگیو در سال ۱۹۷۱ مانگای شونن-آی گومنازیوم نوامبر را به‌صورت تکباره منتشر کرد. پس از آن، در سال ۱۹۷۲ مانگای فانتزی خون‌آشامی خاندان پو را منتشر ساخت؛ اثری که نخستین موفقیت بزرگ او از نظر تجاری و انتقادی محسوب می‌شود. خاندان پو همچنین نخستین مانگایی بود که شوگاکوکان به‌صورت تانکوبون منتشر کرد. نسخهٔ نخست تانکوبون این اثر در سه روز اول انتشار، تمام ۳۰٬۰۰۰ نسخهٔ چاپ اولیهٔ خود را فروخت، که در آن زمان فروشی بی‌سابقه برای یک مانگای شوجو محسوب می‌شد، خصوصاً اثری که هنوز اقتباس انیمه‌ای نداشت.
پس از سفری که هاگیو، ماسویاما و یاماگیشی در سال ۱۹۷۳ به اروپا داشتند، تاکمیا اعلام کرد که سالن اوئیزومی منحل خواهد شد، زیرا ترجیح می‌داد حرفه‌اش را به‌تنهایی ادامه دهد. دهه‌ها بعد، هاگیو و تاکمیا فاش کردند که در سال ۱۹۷۳ میان آن‌ها اختلافی رخ داد که هرگز حل نشد. تاکمیا در خاطرات خود از حسادت و عقده حقارت نسبت به هاگیو نوشته است، در حالی که هاگیو بیان کرده که رابطه‌شان تحت تأثیر اتهاماتی که منتقدان به او وارد می‌کردند — مبنی بر اینکه آثار شونن-آی او از تاکمیا کپی‌برداری شده‌اند — تیره و تار شده بود. با این حال، نوآوری‌هایی که گروه سال ۲۴ در شوجو مانگا ایجاد کردند، نقش بسزایی در پیشرفت این سبک داشت و آن را به نقطه‌ای رساند که منتقدان از آن به‌عنوان «عصر طلایی» شوجو مانگا یاد می‌کنند.

### حرفه به‌عنوان یک مانگاکا
در پی موفقیت انتقادی و تجاری گل رز ورسایلس، اثر ریوکو ایکدا (یکی از اعضای گروه سال ۲۴)، ویراستار هاگیو، جونیا یاماموتو، از او خواست که مجموعه‌ای با همان میزان پیچیدگی و طول برای انتشار در مجلهٔ مانگای شوکان شوجو کامیک بیافریند. نتیجهٔ این درخواست، مانگای قلب توماس بود، نسخهٔ سریالی و بلندتر اثر پیشین هاگیو، گومنازیوم نوامبر، که از سال ۱۹۷۴ در این مجله به چاپ رسید. این اثر در آغاز بازخوردهای ضعیفی از سوی مخاطبان دریافت کرد، اما در پایان انتشارش، به یکی از محبوب‌ترین مجموعه‌های شوکان شوجو کامیک تبدیل شده بود. موفقیت انتقادی و تجاری خاندان پو و قلب توماس سبب شد که هاگیو از محدودیت‌های ویرایشی رها شود و بتواند آثار علمی-تخیلی را که پیش‌تر رد شده بودند، منتشر کند. در آن زمان، این ژانر برای مخاطبان زن نامناسب تلقی می‌شد و عملاً در دنیای شوجو مانگا وجود نداشت.
آن‌ها یازده نفر بودند، نخستین مجموعه مانگای علمی-تخیلی منتشرشدهٔ هاگیو، از سال ۱۹۷۵ در مجلهٔ بساتسو شوجو کامیک انتشار یافت. هاگیو به‌تدریج جایگاه خود را به‌عنوان نویسنده‌ای در ژانر علمی-تخیلی تثبیت کرد و از محدودیت‌های مجلات شوجو فاصله گرفت. در همین راستا، در سال ۱۹۷۷، مانگایی اقتباسی از رمان هیاکو اوکو نو هیرو تو سن‌اوکو نو یورو نوشتهٔ نویسندهٔ ژانر علمی-تخیلی، ریو میتسوسه، در مجلهٔ شونن مانگای ویکلی شونن چمپین منتشر ساخت. پس از آن، چندین اقتباس مانگایی از آثار ری بردبری خلق کرد، از جمله مانگای تکباره آنتولوژی او وا اوچوسن نو او که در سال ۱۹۷۷ آغاز شد، گین نو سانکاکو در سال ۱۹۸۰ و همچنین چندین مانگای تکباره در مجلهٔ علمی-تخیلی اس-اف مگزین. هاگیو در این دوره آثاری علمی-تخیلی برای مجلات شوجو نیز آفرید. از مهم‌ترین آن‌ها می‌توان به استار رد اشاره کرد، که میان سال‌های ۱۹۷۸ تا ۱۹۷۹ در شوکان شوجو کامیک منتشر شد.
در سال ۱۹۸۰، جونیا یاماموتو به‌عنوان سردبیر بنیان‌گذار مجلهٔ پتی فلاور در انتشارات شوگاکوکان منصوب شد. مخاطبان هدف این مجلهٔ جدید، زنان بزرگسال بودند. هاگیو به این مجله پیوست و در آنجا کنترل کامل ویرایشی بر آثار خود به دست آورد. در دهه‌های بعد، هاگیو بسیاری از آثارش را در پتی فلاور و نشریهٔ جانشین آن، فلاورز، منتشر کرد. این آثار به‌دلیل درون‌مایه و موضوعات بالغانه و پخته‌تر، از سایر کارهای او متمایز بودند. از جمله آثار برجستهٔ هاگیو در این دوره می‌توان به تریلر جنایی مش (۱۹۸۰)، مجموعهٔ علمی-تخیلی پسا-آخرالزمانی مارجینال (۱۹۸۵ تا ۱۹۸۷)، نیمه خودزندگی‌نامهٔ دختر ایگوانا (۱۹۹۲)، و خدایی بی‌رحم فرمان می‌راند (۱۹۹۳ تا ۲۰۰۱) اشاره کرد. در این دوره، آثار هاگیو در کل از تحولات جدید در شوجو مانگا، مانند مانگاهای اروتیک هنرمندانی چون کیوکو اوکازاکی و جوسی مانگای هنرمندانی نظیر اریکا ساکورازاوا، تأثیر نپذیرفتند.
هاگیو در سال ۲۰۱۱ به‌عنوان استاد مهمان، تدریس مطالعات مانگا را در دانشگاه هنر و طراحی جشیبی آغاز کرد. در همان سال، حادثهٔ اتمی فوکوشیما رخ داد. هاگیو با انتشار مجموعه مانگای نانوهانا، پس از کوتوبوکی شیریاگاری به یکی از نخستین مانگاکاهایی بدل شد که به‌طور مستقیم به این فاجعه در آثار خود پرداخت. شهرت هاگیو به‌عنوان هنرمندی برجسته، تأثیر بسزایی در ترغیب سایر مانگاکاها به پرداختن به این فاجعه در آثارشان داشت. در سال ۲۰۱۶، برای گرامیداشت پانزدهمین سالگرد انتشار مجلهٔ فلاورز، هاگیو بازگشتی به خاندان پو داشت و پس از نزدیک به چهل سال از پایان مجموعهٔ اصلی، فصل‌های جدیدی از این مانگا را در این مجله منتشر ساخت.

## سبک و تأثیرات

صفحه ای از خاندان پو (۱۹۷۲–۱۹۷۶) که ویژگی‌های سبک هاگیو را به نمایش می‌گذارد: استفادهٔ مشخص هاگیو از بن‌مایه‌های نمادین و تزئینی، نماهای نزدیک و برهم‌نمودهٔ چهرهٔ شخصیت‌ها، و میزانسن‌هایی که با کنتراست شدید میان سایه و نور متمایز می‌شوند

هنگامی که از هاگیو دربارهٔ تأثیرات بصری‌اش پرسیدند، پاسخ داد که از صفحه‌آرایی شوتارو ایشینوموری، طراحی لباس هیدکو میزونو و چشم‌های شخصیت‌های ماساکو یاشیرو الهام گرفته است.
در اوایل دههٔ ۱۹۷۰، هاگیو و دیگر اعضای گروه سال ۲۴، نقش مهمی در تثبیت شوجو مانگا به‌عنوان سبکی مستقل از مانگا ایفا کردند. آن‌ها با ادامه و گسترش دستاوردهای هنرمندانی چون ماکوتو تاکاهاشی در دهه‌های ۱۹۵۰ و ۱۹۶۰، به ایجاد «دستور زبان بصری شوجو مانگا» کمک کردند. از مهم‌ترین این نوآوری‌ها، استفاده از تک‌گویی‌های درونی بود که بیرون از بالون گفت‌وگو و پراکنده در سراسر صفحه نوشته می‌شد. این تک‌گویی‌ها، امکان کاوش در احساسات و دنیای درونی شخصیت‌ها را فراهم می‌ساخت و تا حدی جای خالی روایت سوم‌شخص در مانگا را پر می‌نمود.
در مانگاهای هاگیو، تک‌گویی‌های درونی اغلب با بن‌مایه‌های نمادینی همراه‌اند که از مرز پنل‌ها فراتر می‌روند و با یکدیگر هم‌پوشانی دارند، به گونه‌ای که حالتی شبیه به مونتاژ یا کلاژ ایجاد کرده و به تصاویر حسی سه‌بعدی می‌بخشند. این بن‌مایه‌ها معمولاً شامل عناصر تزئینی مانند گل‌ها، ابرها و اسکرین‌تون‌ها هستند، اما خطوط، درخشش‌ها و نام‌آواها را نیز در برمی‌گیرند که به «کاوش درونی شخصیت‌ها» کمک می‌کنند. هاگیو همچنین از پرتره‌های تمام‌قد شخصیت‌های اصلی استفاده می‌کند — تکنیکی که ماکوتو تاکاهاشی بنیان‌گذارش بود — و نیز از نماهای نزدیک و برهم‌نمودهٔ شخصیت‌ها برای تأکید بر اهمیت آن‌ها در روایت بهره می‌گیرد. او میزانسن و نورپردازی‌هایی با کنتراست شدید میان سایه و روشنایی به کار می‌برد که جلوه‌ای نمایشی و تئاتری به آثارش می‌بخشد.
زمانی که هاگیو در سال ۱۹۸۰ با مانگای مش شروع به خلق مانگا برای مخاطبان بزرگسال کرد، سبکی واقع‌گرایانه‌تر در پیش گرفت. یکی از تغییرات مهم، تغییر در شکل بدن شخصیت‌هایش بود. تا پیش از آن، طراحی شخصیت‌های او از سبک رایج شوجو پیروی می‌کرد، که در آن سر نسبت به باقی بدن بزرگ‌تر بود. او همچنین صفحه‌آرایی مانگاهایش را به‌تدریج تغییر داد، به‌ویژه در دههٔ ۲۰۰۰، تا سبکش برای نسل جدید خوانندگان قابل فهم‌تر باشد.

## درون‌مایه و بن‌مایه‌ها
هاگیو عمدتاً در ژانرهای علمی-تخیلی، فانتزی و عشق پسرانه فعالیت می‌کند، هرچند آثار او گستره‌ای وسیع از موضوعات و درون‌مایه‌های گوناگون را در بر می‌گیرد. این تنوع به‌ویژه در داستان‌های کوتاهش مشهود است، آثاری که به مضامین و ژانرهایی همچون کمدی، درام تاریخی و مسائل اجتماعی و زیست‌محیطی پرداخته‌اند. گرچه آثار هاگیو عمدتاً برای مخاطبان زن نوشته شده‌اند، خوانندگان مرد را نیز به خود جذب می‌کنند.

### خانواده‌های از هم گسیخته

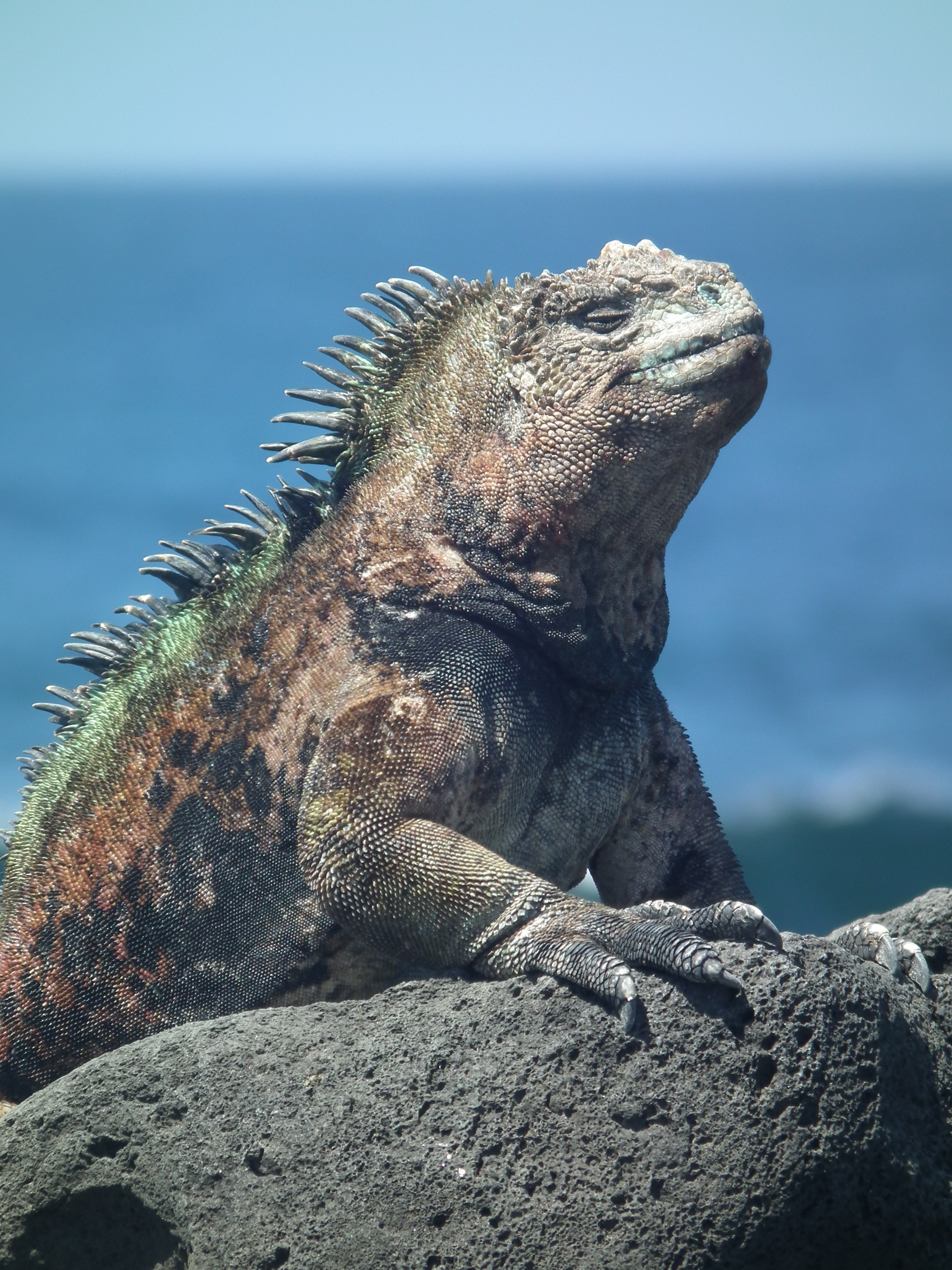
مستندی دربارهٔ ایگواناهای دریایی (در تصویر) الهام‌بخش هاگیو برای نگارش دختر ایگوانا (۱۹۹۲) شد، مانگایی نیمه خودزندگی‌نامه‌ای دربارهٔ رابطه‌اش با مادرش.

هاگیو همواره رابطه‌ای دشوار با والدین خود داشته است؛ آنان حتی پس از آنکه او به موفقیتی گسترده از نظر تجاری و انتقادی دست یافت، همچنان با حرفه‌اش به‌عنوان مانگاکا مخالف بودند. سرانجام در سال ۲۰۱۰، هنگامی که هاگیو ۶۱ سال داشت، مادرش حرفهٔ او را پذیرفت. این رابطهٔ پرتنش، در کنار علاقهٔ شخصی هاگیو به روان‌شناسی خانواده، تأثیری عمیق بر مانگاهای او داشته است. خانواده‌ها و درام خانوادگی از جمله بن‌مایه‌های پرتکرار در آثارش به‌شمار می‌روند، به‌ویژه دوقلوها که ریشه در خیال‌پردازی دوران کودکی او دارد؛ هاگیو در کودکی آرزو می‌کرد خواهری دوقلو داشته باشد تا مادرش توجه بیشتری به او نشان دهد. مادران نیز در آثار هاگیو معمولاً شخصیت‌هایی هستند که ناتوان از دوست داشتن فرزندان خود به تصویر کشیده می‌شوند و اغلب می‌میرند.
هاگیو در آغاز به مانگا به چشم فرصتی برای به تصویر کشیدن «چیزی زیبا» می‌نگریست، نه واقعیتی «زشت». از این رو، در نخستین آثارش از به‌کارگیری فضاهای معاصر ژاپنی پرهیز کرد و به‌جای آن، محیط‌هایی اروپایی یا علمی-تخیلی و فرازمینی را برگزید. با این حال، این آثار اولیه نیز به روابط خانوادگی ناکارآمد می‌پرداختند. نمونه‌ای از این رویکرد را می‌توان در مانگای تکبارهٔ بیانکا (۱۹۷۰) مشاهده کرد، که داستان گوتیک انتقام‌جویانه‌ای از سوی کودکی علیه والدین و دیگر چهره‌های صاحب قدرت بزرگسال است. مانگای تکبارهٔ دختر ایگوانا (۱۹۹۲) نقطه عطفی در زندگی و حرفهٔ هاگیو به‌شمار می‌آید. این داستان نیمه خودزندگی‌نامه‌ای روایتگر دختری است که مادرش او را همچون ایگوانا می‌بیند و طردش می‌کند؛ دختر نیز این طردشدگی را درونی می‌سازد و خود را ایگوانا می‌پندارد. هاگیو فرایند نگارش این اثر را تلاشی برای آشتی با خانواده‌اش توصیف کرده است، و پس از انتشار آن، توانست با آسودگی بیشتری به نگارش داستان‌هایی در بستر ژاپن معاصر بپردازد. با این همه، درام خانوادگی همچنان یکی از درون‌مایه‌های ثابت در آثارش باقی ماند و در قالب داستان‌هایی که به مسائلی چون ترک فرزند، تجاوز به محارم و سقط جنین می‌پردازند، جلوه‌گر می‌شود.

### بی‌شوننوشونن-آی

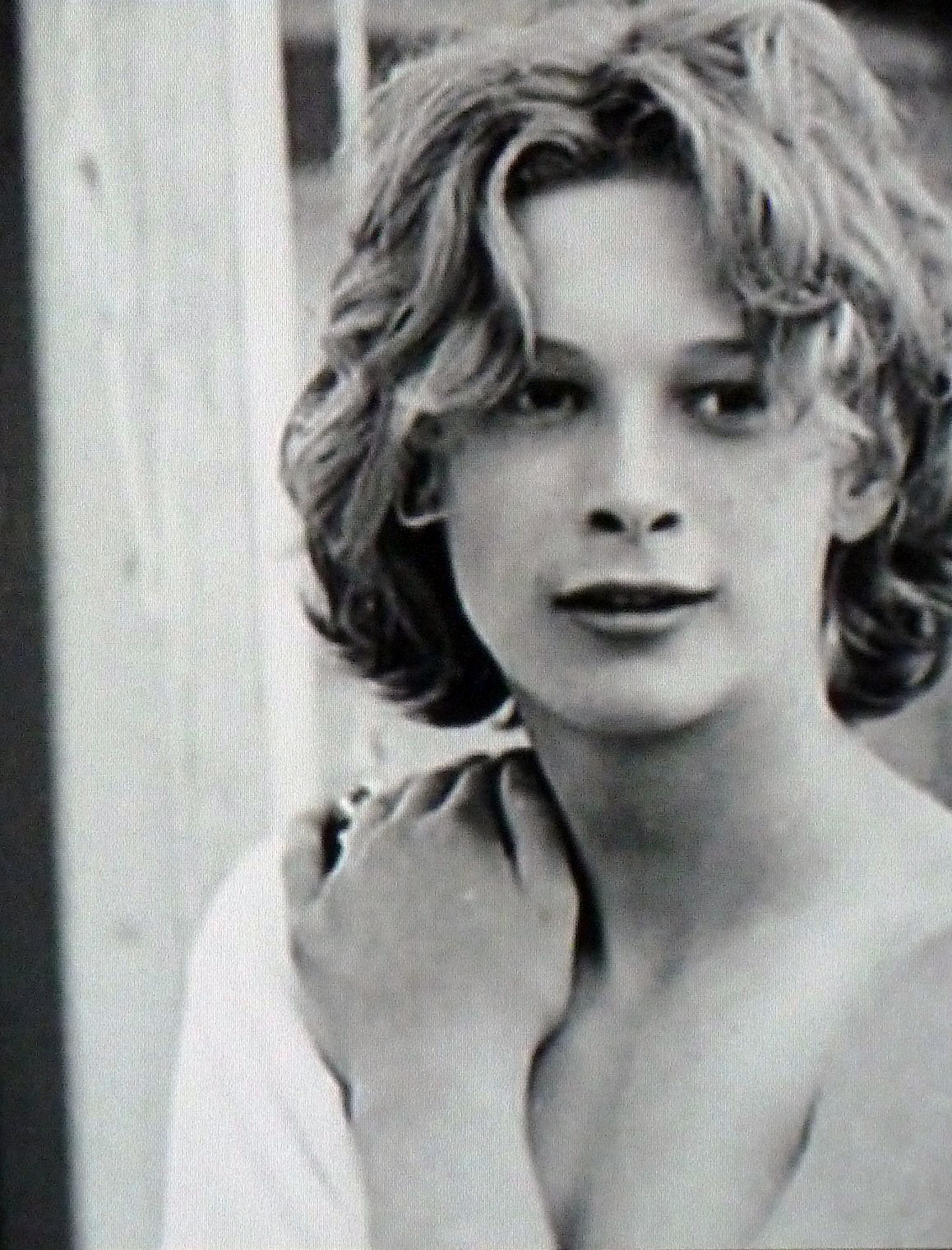
بی‌شونن‌های هاگیو تا حدی الهام‌گرفته از فیلم‌هایی با صحنه‌های هومواروتیک میان مردان جوان هستند، مانند مرگ در ونیز (در تصویر: بازیگر، بیورن اندرسن).

به‌طور کلی، آثار هاگیو بیشتر دارای پروتاگونیست‌های مرد هستند تا زن، به‌ویژه بی‌شونن (ت.ت. «پسران زیبا»، اصطلاحی برای مردان جوان خوش‌چهره و آندروجینی). او از «حس رهایی» که در نوشتن شخصیت‌های مرد تجربه می‌کند سخن گفته است، زیرا این امر به او اجازه می‌دهد افکار و مفاهیم را آزادانه بیان کند، در حالی که پروتاگونیست‌های زن با محدودیت‌های جامعه‌ای پدرسالار مواجه اند. هاگیو نخستین بار شخصیت‌های بی‌شونن را در اثر خود گومنازیوم نوامبر در سال ۱۹۷۱ معرفی کرد. این مجموعه در یک مدرسهٔ شبانه‌روزی پسرانه جریان دارد، هرچند که در پیش‌نویس اولیه، فضای آن یک مدرسهٔ شبانه‌روزی دخترانه بود تا با هنجارهای شوجو مانگای آن زمان همخوانی داشته باشد؛ در نتیجه، داستان در قالب ژانر کلاس اس شکل می‌گرفت. اما هاگیو که از این نسخه ناراضی بود، شخصیت‌های اصلی را به بی‌شونن تغییر داد؛ تغییری که داستان را با ژانر نوظهور شونن-آی، که پیشگام مانگای امروزی عشق پسرانه محسوب می‌شود، همسو ساخت.
بی‌شونن‌های آثار هاگیو هم غیرجنسی اند و هم آندروجینی: از نظر اجتماعی مردانه، از نظر فیزیکی آندروجینی و از نظر روانی زنانه. معنای این ابهام جنسیتی از سوی منتقدان به شیوه‌های گوناگونی تفسیر شده است: جیمز ولکر، پژوهشگر مانگا، آن را از دیدگاه کوئیر، والایش هویت لزبین سرکوب‌شده تعبیر کرده است، درحالی‌که از منظر فمینیستی، چیزوکو اوئنو، جامعه‌شناس، آن را تلاشی برای گریز از دوگانه پدرسالارانه از طریق آفرینش «جنس سوم» دانسته است.

### داستان علمی-تخیلی فمینیستی
آثار علمی-تخیلی هاگیو به موضوعات و مضامینی می‌پردازند که در این ژانر رایج اند، مانند شبیه‌سازی انسان و سفر در زمان؛ اما همچنین از ظرفیت این ژانر برای به تصویر کشیدن دنیاهایی بهره می‌برند که در آن‌ها تفاوت‌ها و نابرابری‌های قدرت جنسیتی با دنیای واقعی تفاوت دارند. مانگاهای علمی-تخیلی هاگیو اغلب به مسائلی چون جایگاه زنان در جامعه، مادر بودن و سیالیت جنسیتی می‌پردازند و به‌ویژه از آثار اورسولا لو گویین الهام گرفته‌اند.
از نمونه‌های برجستهٔ این آثار می‌توان به آن‌ها یازده نفر بودند اشاره کرد، که شخصیت‌هایی را به تصویر می‌کشد که متعلق به نژادی هستند که در بدو تولد آسکشوال اند و جنسیت آن‌ها در بزرگسالی تعیین می‌شود؛ استار رد که پروتاگونیستی را نشان می‌دهد که توسط یک شخصیت مرد به دنیا آورده شده است؛ و مارجینال که در جامعه‌ای جریان دارد که از طریق مهندسی زیستی جنسی، اکثریت آن را مردان تشکیل داده‌اند. این آثار علمی-تخیلی فمینیستی، که در آن شخصیت‌ها مرزهای جنس و جنسیت را محو می‌کنند، دوگانه‌گرایی و دودیسی جنسی را به چالش می‌کشند. چیزوکو اوئنو، جامعه‌شناس، این آثار را تکاملی از استفادهٔ فمینیستی از ژانر عشق پسرانه برای کاوش این درون‌مایه‌ها دانسته است. افزون بر این، آثار هاگیو الهام‌بخش دیگر هنرمندان مانگای علمی-تخیلی شوجو، از جمله ریکو شیمیزو و ساکی هیواتاری، بوده‌اند.

## بازخوردها

### تأثیرگذاری
هاگیو از سوی منتقدان به‌عنوان تأثیرگذارترین هنرمند شوجو مانگا در تمام دوران و یکی از برجسته‌ترین مانگاکاها در کل این رسانه شناخته می‌شود. مطبوعات و منتقدان ژاپنی او را «خدای شوجو مانگا» (少女漫画の神様 shōjo manga no kami-sama) نامیده‌اند، عنوانی که به سبک لقب معروف اوسامو تزوکا، «خدای مانگا»، انتخاب شده است. او، به‌همراه دیگر هنرمندان وابسته به گروه سال ۲۴، به «ایجاد انقلابی» در شوجو مانگا و ورود آن به «دوران طلایی‌اش» نسبت داده می‌شود. این تغییرات شوجو مانگا را در دههٔ ۱۹۸۰ به جایگاهی مرکزی در صنعت مانگا رساند و برای نخستین بار مخاطبان مرد را نیز به این ژانر جذب کرد. هاگیو و کیکو تاکمیا بنیان‌گذاران ژانر شونن-آی محسوب می‌شوند، ژانری که در دهه‌های ۱۹۸۰ و ۱۹۹۰ توسعه یافت و در نهایت به یائویی، یکی از ژانرهای بزرگ مانگا، تبدیل شد. افزون بر این، او به‌عنوان پایه‌گذار علمی-تخیلی به‌عنوان زیرسبکی از شوجو مانگا شناخته می‌شود، هرچند تأثیر او بر این ژانر تنها به مانگا محدود نمی‌شود. هاگیو با تصویرگری رمان‌های علمی-تخیلی و فانتزی، در ادبیات نیز اثرگذار بوده است؛ نویسندگانی همچون آزوسا نوا و باکو یوماکورا از او به‌عنوان یکی از الهامات خود یاد کرده‌اند.

### جایزه‌ها و نامزدی‌ها
| جایزه                               | سال  | دسته                                            | اثر                              | نتیجه    | منبع   |
| ----------------------------------- | ---- | ----------------------------------------------- | -------------------------------- | -------- | ------ |
| جایزه آساهی                         | ۲۰۱۶ | جایزه آساهی                                     | —                                | برنده    | [ ۴۸ ] |
| جوایز جشنواره بین‌المللی کمیک آنگولم | ۲۰۲۳ | فوو دونر                                        | —                                | برنده    | [ ۴۹ ] |
| جایزه آیزنر                         | ۲۰۱۱ | بهترین نسخهٔ ایالات متحده از آثار بین‌المللی—آسیا | رؤیای مستانه و داستان‌های دیگر    | نامزدشده | [ ۵۰ ] |
| جایزه آیزنر                         | ۲۰۱۴ | بهترین نسخهٔ ایالات متحده از آثار بین‌المللی—آسیا | قلب توماس                        | نامزدشده | [ ۵۱ ] |
| جایزه آیزنر                         | ۲۰۱۸ | بهترین نسخهٔ ایالات متحده از آثار بین‌المللی—آسیا | باربارای دنیای دیگر              | نامزدشده | [ ۵۲ ] |
| جایزه آیزنر                         | ۲۰۲۰ | بهترین نسخهٔ ایالات متحده از آثار بین‌المللی—آسیا | خاندان پو                        | نامزدشده | [ ۵۳ ] |
| جایزه آیزنر                         | ۲۰۲۲ | تالار مشاهیر جایزهٔ ویل آیزنر                    | —                                | برنده    | [ ۵۴ ] |
| جوایز هاروی                         | ۲۰۲۰ | بهترین مانگا                                    | خاندان پو                        | نامزدشده | [ ۵۵ ] |
| جایزه اینکپات                       | ۲۰۱۰ | جایزه اینکپات                                   | —                                | برنده    | [ ۵۶ ] |
| جوایز مانگای ایواته                 | ۲۰۱۸ | جایزهٔ ویژه                                      | نانوهانا                         | برنده    | [ ۵۷ ] |
| جایزه انجمن کارتونیست‌های ژاپن       | ۲۰۱۱ | جایزه وزیر آموزش، علم و فناوری                  | —                                | برنده    | [ ۵۸ ] |
| مدال افتخار                         | ۲۰۱۲ | روبان بنفش                                      | —                                | برنده    | [ ۵۹ ] |
| جایزه نیهون اس‌اف تایشو              | ۲۰۰۶ | جایزه بزرگ                                      | باربارای دنیای دیگر              | برنده    | [ ۶۰ ] |
| نشان خورشید فروزان                  | ۲۰۲۲ | درجه سه، انوار زرین همراه با روبان گردنی        | —                                | برنده    | [ ۶۱ ] |
| شخصیت دارای شایستگی فرهنگی          | ۲۰۱۹ | شخصیت دارای شایستگی فرهنگی                      | —                                | برنده    | [ ۶۲ ] |
| جایزه سئون                          | ۱۹۸۰ | بهترین کمیک                                     | استار رد                         | برنده    | [ ۶۳ ] |
| جایزه سئون                          | ۱۹۸۳ | بهترین کمیک                                     | گین نو سانکاکو                   | برنده    | [ ۶۳ ] |
| جایزه سئون                          | ۱۹۸۵ | بهترین کمیک                                     | X + Y                            | برنده    | [ ۶۳ ] |
| جایزه سنس آو جندر                   | ۲۰۱۲ | جایزهٔ یک عمر دستاورد                            | نانوهانا                         | برنده    | [ ۶۴ ] |
| جوایز مانگای شوگاکوکان              | ۱۹۷۵ | شونن (مانگای پسران)                             | آن‌ها یازده نفر بودند و خاندان پو | برنده    | [ ۶۵ ] |
| جایزه فرهنگی تزوکا اوسامو           | ۱۹۹۷ | جایزهٔ ممتازی                                    | خدایی بی‌رحم فرمان می‌راند         | برنده    | [ ۶۶ ] |

## واژه‌نامه
1. ↑  Kashi-hon (貸本)
2. ↑  Hideko Mizuno
3. ↑  Masako Watanabe
4. ↑  Shinsengumi
5. ↑  Lulu to Mimi
6. ↑  Suteki na Mahō
7. ↑  Cool Cat
8. ↑  Bakuhatsu Gaisha
9. ↑  Keiko Takemiya
10. ↑  Bessatsu Shōjo Comic
11. ↑  Shio Satō
12. ↑  Yasuko Sakata
13. ↑  Yukiko Kai
14. ↑  Akiko Hatsu
15. ↑  Nanae Sasaya
16. ↑  Mineko Yamada
17. ↑  Aiko Ito
18. ↑  Michi Tarasawa
19. ↑  Misako Nachi
20. ↑  The Poe Clan (ポーの一族, Pō no Ichizoku)
21. ↑  Riyoko Ikeda
22. ↑  Shūkan Shōjo Comic
23. ↑  The Heart of Thomas (トーマの心臓, Tōma no Shinzō)
24. ↑  They Were Eleven (11人いる！, Jūichinin Iru!)
25. ↑  Ryu Mitsuse
26. ↑  Weekly Shōnen Champion
27. ↑  U wa Uchuusen no U
28. ↑  Gin no Sankaku
29. ↑  Star Red (スター・レッド, Sutā Reddo)
30. ↑  Petit Flower
31. ↑  Mesh
32. ↑  Marginal (マージナル, Maajinaru)
33. ↑  A Cruel God Reigns (残酷な神が支配する, Zankokuna Kami ga Shihai Suru)
34. ↑  Kyoko Okazaki
35. ↑  Erica Sakurazawa
36. ↑  Nanohana (なのはな)
37. ↑  Kotobuki Shiriagari
38. ↑  Hideko Mizuno
39. ↑  Masako Yashiro
40. ↑  James Welker
41. ↑  Chizuko Ueno
42. ↑  Reiko Shimizu
43. ↑  Saki Hiwatari
44. ↑  Azusa Noa